# Vicente Cincotta
Vicente Cincotta (Buenos Aires, 8 de abril de 1892 - ?), más conocido como Don Vicente fue un futbolista y el primer presidente del Club Atlético All Boys. Es considerado por los hinchas de All Boys como historia pura del club porteño del barrio de Floresta porque fue Presidente por varios períodos y le dedicó casi toda su vida al club; al que casi él solo creó.

## Biografía
Hablar de Don Vicente es hablar de su amor por un club de barrio que el supo fundar. Siendo jugador de Boca Juniors, en el año 1912, y ya teniendo la idea de darle a su barrio un club propio decidió emprender el duro y difícil camino de darle vida a una nueva institución. Fue juntando amigos, como en aquellos tiempos solía hacerse, para que pudieran colaborar con su idea. Le llevó casi un año ir juntando adherentes hasta que el 15 de marzo de 1913 se juntaron en su propia casa de Bogotá y Av. Segurola para crear al All Boys Athletic Club. Blanco y negro fueron los colores elegidos y allí comenzó la gran pasión del barrio de Floresta. No hay que olvidarse de Jerónimo Siffredi, quien falleció antes de la fundación oficial, y fue junto a Don Vicente los verdaderos mentores de All Boys.

“Entre todos nuestros juegos, el fútbol era el que más practicábamos; pero teníamos que hacerlo en algunos baldíos sin equipo adecuado, lo que dejaba insatisfecho nuestro sueño de practicarlo con camiseta y zapatos con tapones —como los jugadores de verdad— y en una verdadera cancha”.
Vicente Cincotta

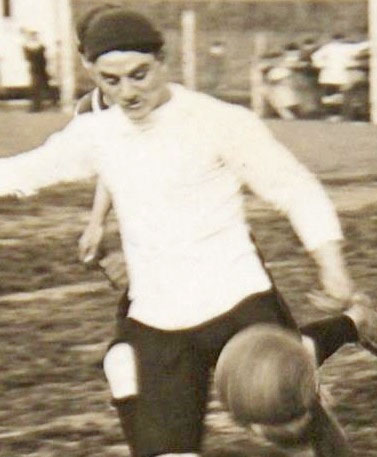
Vicente Cincotta, fundador, primer presidente y futbolista de All Boys.

Gracias a Leopoldo Rigoli, quien cedió su quinta “La Primavera”, el All Boys pudo contar con su primer estadio, ubicado en la manzana de Av. Segurola, Sanabria, Morón y Gaona, durante ocho años, período estimado por Rigoli, quien luego vendió el inmueble.
El Club Atlético All Boys lucía camiseta blanca, levemente complementada con el negro, en el cuello y en los puños de las mangas.
En su primer año no se nombró un presidente. Los mismos miembros de la asamblea tomaban las decisiones por igual, todos se hacían cargo de cada obligación de la entidad, sin distinción de escalafones ni jerarquías. Pero en 1915, el entonces ideólogo de esa realidad consumada en All Boys, a su vez socio Número 1, Vicente Cincotta, fue quien ocupó el lugar de primer presidente de la historia del Club. Su mandato se extendió hasta el año siguiente cuando, simultáneamente, conformaba el ataque del equipo que ya militaba en la tercera División de la Federación Argentina de Fútbol. Más tarde asumió nuevamente la presidencia del club, en 1926 hasta 1927.

## Trayectoria

### Como jugador
Vicente Cincotta fue un delantero que había formado parte de los equipos de Ferro Carril Oeste, Boca Juniors y Argentino de Quilmes en años anteriores de su llegada a All Boys.

## Clubes
| Club                 | País      | Año       |
| -------------------- | --------- | --------- |
| Ferro Carril Oeste   | Argentina | 1910      |
| Argentino de Quilmes | Argentina | 1911      |
| Boca Juniors         | Argentina | 1912      |
| Kimberley AC         | Argentina | 1912      |
| All Boys             | Argentina | 1914-1917 |